# Olijfkapcoua
De olijfkapcoua (Coua olivaceiceps) is een vogel uit de familie Cuculidae (koekoeken). Eerder was deze vogel een ondersoort van de roestkapcoua (C. ruficeps).

## Verspreiding en leefgebied
Deze soort is endemisch in het zuidwesten van Madagaskar.

## Status
De grootte van de populatie is niet gekwantificeerd maar de soort wordt omschreven als algemeen. Op de Rode lijst van de IUCN heeft deze soort de status niet bedreigd.